# Songs in the Key of Springfield
Songs in the Key of Springfield è un album pubblicato nel 1997 e contenente molti dei numeri musicali tratti dalla serie animata televisiva I Simpson. L'album è stato pubblicato il 18 marzo 1997.

## Curiosità
L'album contiene la traccia Happy Birthday, Lisa scritta da Michael Jackson che nell'album però compare sotto lo pseudonimo W. A. Mozart per questioni contrattuali e non viene pertanto accreditato. Fu scritta dall'artista per l'episodio della terza stagione intitolato Papà-zzo da legare (Stark Raving Dad) dove l'artista prestava la voce ad un personaggio ma non nella parte cantata (sempre per problemi contrattuali) dove era pertanto sostituito dal cantante Kipp Lennon. Online è però reperibile la canzone cantata dal vero Jackson che rimane tuttora inedita.

## Tracce
1. The Simpsons Main Title Theme (Extended Version) - Alf Clausen
2. We Do (The Stonecutters' Song) - Marge/Homer/I Tagliapietre
3. Dancin' Homer (Medley): Crosstown Bridge/Capitol City - The Simpsons/Tony Bennett
4. Homer & Apu (Medley): Who Needs The Kwik-E-Mart?/Who Needs The Kwik-E-Mart? (Reprise) - Lisa/Apu/Homer/Marge
5. Round Springfield (Medley): Bleeding Gums Blues/A Four-Headed King/There She Sits, Brokenhearted... - Lisa/DJ/Bleeding Gums Murphy/Cast
6. Oh, Streetcar! (The Musical): White-Hot Grease Fires (Prologue)/Long Before The Superdome... - Director (Jon Lovitz)/Chief Wiggum/Marge/Apu/Ned Flanders/Cast
7. Jingle Bells - Robert Goulet/Bart/Smithers/Signor Burns/Nelson
8. Springfield (Medley): The Simpsons End Credits Them (Big Band Vegas Version)/Gracie Films Logo - Alf Clausen
9. Itchy & Scratchy' Main Title Theme - Alf Clausen
10. Itchy & Scratchy' End Credits Theme - Alf Clausen
11. The Day The Violence Died (Medley): Not Jazz Chor, But Sad Chor/The Amendment Song - Krusty il Clown/Jack Sheldon/Kid/Bart/Lisa/Cast
12. Senor Burns - Tito Puente & His Latin Jazz Ensemble
13. The Simpsons End Credits Theme (Afro-Cuban Version) - Tito Puente & His Latin Jazz Ensemble
14. Your Wife Don't Understand You - Announcer/Lurleen (Beverly D'Angelo)/Homer/Cast
15. Kamp Krusty (Medley): South Of The Border/Gracie Films Logo - Bart/Krusty/Gene Merlino
16. End Credits Suite #1: The Simpsons End Credits Theme (Australian Version) - Alf Clausen
17. End Credits Suite #1: The Simpsons End Credits Theme (Hill Street Homage) - Alf Clausen
18. End Credits Suite #1: The Simpsons End Credits Theme (It's A Mad, Mad, Mad World Homage) - Alf Clausen
19. Treehouse Of Horror V (Medley): Controlling The Transmission (Prologue)/The Simpsons Halloween... - Bart/Homer/Alf Clausen
20. Honey Roasted Peanuts - Homer/Marge
21. Boy Scoutz N The Hood (Medley): Saved By The Bell/Jackpot/Springfield, Springfield (Parts 1 & 2)... - Apu/Milhouse/Bart/Lisa/Marge/Homer/Cast
22. Two Dozen & One Greyhounds (Medley): The Pick Of The Litter/See My Vest - Signor Burns/Lisa/Smithers/Maid/Bart
23. Eye On Springfield Theme - Kent Brockman/Homer
24. Flaming Moe's - Kipp Lennon/Cast
25. Homer's Barbershop Quartet (Medley): One Last Call/Baby On Board - Principal Skinner/Apu/The Be Sharps/Cast
26. TV Sucks! - Homer/Bart
27. A Fish Called Selma (Medley): Troy Chic/Stop The Planet Of The Apes/Dr. Zaius/Chimpan A To Chimpan Z - Agent MacArthur Parker (Jeff Goldblum)/Troy McClure/Bart/Homer/Cast
28. Send in the Clowns - Announcer/Krusty il Clown/Sideshow Mel
29. The Monorail Song - Lyle Lanley/Cast
30. In Search Of An Out Of Body Vibe - Nonno Simpson/Mrs. Bouvier
31. Cool - Homer/Nonno Simpson
32. Bagged Me A Homer - Lurleen (Beverly D'Angelo)/Recording Studio Guy/Homer/Marge
33. It Was A Very Good Beer - Homer
34. Bart Sells His Soul (Medley): From God's Brain To Your Mouth/In-A-Gadda-Da Vida - Bart/Reverendo Lovejoy/Homer/Milhouse/Cast
35. Happy Birthday, Lisa - Lisa/Bart/Leon Kompowski (cantata da Kipp Lennon scritta da Michael Jackson, nell'album sotto lo pseudonimo W. A. Mozart)
36. End Credits Suite #2: The Simpsons Halloween Special End Credits (The Addams Family Homage) - Alf Clausen
37. End Credits Suite #2: Who Shot Signor Burns? (Part One) (Medley): Who Dunnit?/The Simpsons End... - Alf Clausen
38. End Credits Suite #2: Lisa's Wedding (Medley): The Simpson End Credits Theme... - Alf Clausen
39. End Credits Suite #2: The Simpsons End Credits Theme (Dragnet Homage) - Alf Clausen